# Neocallitropsis pancheri
Callitris pancheri або Neocallitropsis pancheri  — вид хвойних рослин родини кипарисових, що зростає у Новій Каледонії.

## Поширення, екологія
Висотний діапазон: від 30 до 1140 м над рівнем моря. Це дерево можна знайти тільки в невеликих розрізнених популяціях вздовж багатьох річок, особливо в південній частині головного острова Нова Каледонія і вздовж хребтів фр. Pic Buse на південних схилах гори фр. des Sources. Вид тільки можна знайти в макі чагарниках на ультраосновних субстратах.

## Морфологія
Дерево дводомне, 2–10 м заввишки, крона часто схожа канделябр або широка, з верхніх гілками частково лежачими в напрямку до сонця. Кора більш-менш гладка з довгими борознами, відшаровується на тонкі, волокнисті смуги, від коричневого до темно-коричневого кольору, змінюється до сірого з віком. Листки молодих дерев ланцетні, гострі, увігнуті на верхній стороні, з кілем на спині, розміром 8–14 × 0,8 мм, поступово змінюються на перехідну форму. Перехідні листки 6–15 × 1,8–2,5 мм, вигнуті згори, змінюються на дорослі листки. Листки дорослих дерев небагато ширші, ланцетні, гострі, з сильним спинним кілем, увігнуті зверху, розміром 4–5 × 2 мм. Пилкові шишки кулясті, 8–10 × 6 мм. Мікроспорофіли загострені і тернисті, досягаючи розмірів 3 × 3 мм в нижній частині шишки, але набагато менші у напрямку до вершини. Насіннєві шишки ростуть часто на дуже короткій ніжці, 10 × 8 мм, мають 8 лусок, частково покриті супровідними листами знизу, сильно розгортаються, коли шишка дозріла. Шишкові луски лінійні, близько 6–7 мм × 2 мм, з 1–4 стиглим насінням на шишку. Насіння близько 6 × 2 мм, з крилом 0,6 мм.

## Використання
Активно використовувався в минулому столітті для смоли (для парфумерії) і деревини.

## Загрози та охорона
Збільшення частоти пожеж в даний час є головною загрозою в усьому діапазоні поширення. Субпопуляції на горі фр. Paéoua також загрожує гірничодобувна діяльність. У минулому цей вид експлуатувався для смоли і деревини. Кілька субпопуляцій були також затоплені водосховищами фр. Yaté dam в 1960-х. Деякі з південних субпопуляцій ростуть в охоронних районах, хоча вони як і раніше уразливі для повторного спалювання. Відновлення виду було розпочато в заповіднику фр. Chute de Madelaine.